# Coincée
Pour plus de détails, voir Fiche technique et Distribution.
Coincée (titre original : Tight Spot) est un film américain réalisé par Phil Karlson, sorti en 1955.

## Synopsis
Sherry Conley (Ginger Rogers) est une mannequin qui est en prison pour un crime qu'elle n'a pas commis sciemment. L'avocat américain Lloyd Hallett (Edward G.Robinson) lui propose un accord pour sa liberté si elle témoigne en tant que témoin dans le procès du gangster Benjamin Costain (Lorne Greene). Hallett la cache dans un hôtel où il essaie de la convaincre de témoigner malgré le danger. Elle est sous la protection d'une escouade de détectives dirigée par le lieutenant Vince Striker (Brian Keith) et Willoughby, l'escorte de la prison de Conley. Là, Conley prend son temps avant de prendre une décision pendant qu'elle profite des repas coûteux qu'elle peut commander de l'hôtel. Bien que n'étant jamais seuls ensemble dans la chambre d'hôtel, des étincelles commencent à voler entre le lieutenant Striker et Conley.
Grâce à ses contacts internes corrompus, Costain découvre où Conley est détenue et envoie ses voyous la tuer. Conley reçoit une balle dans le bras et survit à la tentative d'assassinat lorsque Striker tue l'assaillant, mais Willoughby est abattue et grièvement blessé. Lorsque Striker quitte l'hôtel, les hommes de Costain forcent Striker à monter dans une voiture et l'amènent à Costain. Mais ce n'est pas un enlèvement car Striker se révèle être un policier corrompu qui travaille pour Costain. Costain a appris que Conley sera transférée à la prison de la ville pour plus de protection, et il dit à Striker qu'il devra tuer Conley lui-même s'il n'aide pas à organiser une autre tentative de meurtre à l'hôtel. On lui dit de laisser la fenêtre de la salle de bain déverrouillée pour l'assassin de Costain.
À l'hôtel, Hallett tente d'utiliser la sœur de Conley, Clara (Eve McVeagh) pour la persuader de témoigner, mais les deux sœurs se disputent et Conley reste peu coopérative. Par inadvertance Striker révèle presque sa duplicité à Hallett, mais un appel téléphonique à Hallett interrompt leur conversation et le train de pensée de Hallett. Ils apprennent que Willoughby est décédée à l'hôpital. Conley, qui aimait et respectait Willoughby, se met en colère à la nouvelle de sa mort et accepte de témoigner contre Costain. Striker, qui veut protéger Conley, essaie de la dissuader mais ne peut pas, et suit à contrecœur le plan de la faire tuer. Quelques instants avant l'arrivée du meurtrier, Hallett revient escorter Conley à la prison de la ville d'où elle doit être emmenée au tribunal pour y témoigner. Pendant qu'elle change de vêtements dans la chambre, Hallett discute avec Striker, et les plaisanteries de l'avocat amènent le nerveux Striker à un point de rupture. Il ouvre brusquement la porte de la chambre, tire sur le tueur et sauve Conley au prix de sa propre vie. La fenêtre déverrouillée dit à Conley et Hallett qu'il avait organisé son meurtre mais qu'il avait changé d'avis au dernier moment.
Conley prend la parole lors du procès de Costain.

## Fiche technique
- Titre : Coincée
- Titre original : Tight Spot
- Réalisation : Phil Karlson
- Production : Lewis J. Rachmil
- Société de production : Columbia Pictures
- Scénario : William Bowers d'après la pièce Dead Pigeon de Leonard Kantor
- Musique : George Duning
- Photographie : Burnett Guffey
- Montage : Viola Lawrence
- Direction artistique : Carl Anderson
- Décorateur de plateau : Louis Diage
- Costumes : Jean Louis
- Pays de production : États-Unis
- Langue : Anglais
- Distribution : Columbia Pictures
- Format : Noir et blanc - Son : Mono (RCA Sound Recording)
- Genre : Film noir
- Durée : 97 minutes
- Dates de sortie : 
  - États-Unis : 19 mars 1955 New York
  - France : 15 juillet 1955

## Distribution
- Ginger Rogers : Sherry Conley
- Edward G. Robinson : Lloyd Hallett
- Brian Keith : Vince Striker
- Lucy Marlow : La fille de la prison
- Lorne Greene : Benjamin Costain
- Katherine Anderson : Mme Willoughby
- Allen Nourse : Marvin Rickles
- Peter Leeds : Fred Packer
- Doye O'Dell : Mississippi Mac
- Eve McVeagh : Clara Moran